# 張美賢
張美賢（英文名：Sandy Cheung Mei Yin），香港填詞人，從1990年代起活躍至今。早期以歌手彭羚的一系列歌曲而聞名，後期主要作品為無綫電視及亞洲電視的劇集歌曲。

## 簡歷
張美賢畢業於香港城市大學應用語言學（榮譽）文學士課程。早年將自己的填詞作品寄到唱片公司自薦，後獲樂意唱片提拔，開始其填詞生涯。她曾任廣告公司撰稿員，並以《看海的日子》獲香港電台城市民歌創作比賽舊曲新詞組冠軍。1990年代曾為不少歌手填寫流行曲歌詞，例如伍詠薇、李克勤、李蕙敏、許志安、陳奕迅、梁漢文、張學友、梅艷芳、彭羚、黎明、鄭秀文、譚詠麟等，後期她亦開始為無綫電視的劇集歌曲填詞，現時主要為星夢娛樂創作，常合作之音樂人包括作曲家張家誠、朱俊傑、徐洛鏘、歌手菊梓喬及胡鴻鈞，也與其他歌手如鍾嘉欣、許廷鏗、鄭俊弘、吳若希、何雁詩等合作，產量多達700首。
除填詞外，她亦有為報紙寫專欄，例如《頭條日報》。
入行多年，終於憑林峯主唱的《如果時間來到》奪得2009年度十大勁歌金曲頒獎典禮「最佳填詞」獎，受到肯定。

## 評價
樂評人李謨如（黃志華）於1990年代曾將張美賢與另外三位女填詞人古倩敏、李敏、梁芷珊並稱為「詞壇四小公主」，此說後多次被流行曲研究著作引用。
張美賢為無綫電視寫劇集歌曲多年，被發現於2017年起多首歌皆有「物轉星飛」一詞，被質疑因出道26年，產量過多（至2017年爲止，張美賢詞作達582首），已靈感不足、詞窮。

## 填詞作品

### 1991年（5首）
- 周　影 - 為何愛上你
- 周慧敏 - 誰能像我痴
- 彭　羚 - 愛過痛過亦願等
- 彭　羚- 難道我們只可以做朋友
- 彭　羚 - Somewhere In Time

### 1992年（7首）
- 許志安、鄭秀文 - 其實你心裡有沒有我
- 彭　羚 - 假使你愛她
- 彭　羚 - 一世愛著你
- 彭　羚 - 有緣遇上
- 蔡立兒 - 失控
- 鄭秀文 - Say U'll Be Mine
- 鄭秀文 - 夜傾情

### 1993年（36首）
- 王馨平 - 少女心曲
- 呂　方 - 冷靜
- 呂　方 - 這份情
- 呂　珊 - 最後一次跟你告別
- 李克勤 - 看海的日子
- 李國祥 - 在我眼內唯有你
- 李蕙敏 - 我會繼續想你
- 車婉婉 - 每點愛都記住（《娛樂金魚眼》主題曲）
- 車婉婉 - 昨日的歌
- 車婉婉 - 夢蕾
- 車婉婉 - 飄夢
- 唐韋琪 - 問你心中想什麼
- 許志安 - 妳愛我幾多
- 許志安 - 我心中有妳
- 許志安 - 不知那天可抱擁
- 許志安 - 軟綿綿
- 彭　羚 - 情難自制
- 湯寶如 - 全為了心痴
- 葉蘊儀 - 戀愛季節
- 葉蘊儀 - 很想有人了解我
- 劉小慧 - 風中的夢
- 劉文娟 - 星之碎片
- 劉文娟 - 活出生命色彩
- 劉玉翠 - 來吧!Manbo Manbo
- 劉玉翠 - 戀愛從今夜開始
- 劉玉翠 - 浪漫千百年
- 鄭秀文 - 痴心等待（《大頭綠衣鬥殭屍》主題曲）
- 鄭秀文 - 總算為情認真過（梁芷珊合填）（《大頭綠衣鬥殭屍》插曲）
- 鄭秀文 - 親我等於愛我嗎
- 鄭秀文 - 不懂得原諒你（《孽吻》主題曲）
- 鄭秀文 - 愛你還是忘記你（《孽吻》插曲）
- 黎　姿 - 情迷夜雨
- 黎　姿 -  穿起媽媽的高跟鞋
- 黎瑞恩 - 無須太早決定
- 黎瑞恩 - 夢想一天
- 黎瑞恩 - 放下了心事

### 1994年（53首）
- 王馨平 - 想你親口說愛我
- 古巨基 - 妳是陽光空氣（古巨基合填）
- 李克勤 - 當我傾心愛上
- 李蕙敏 - 人自醉
- 洪楗華 - 打倒大敵人
- 孫耀威 - 仍然喜歡你
- 袁潔瑩 - 不捨得你等
- 袁潔瑩 - 別說我心碎
- 張立基 - 燃燒我的夢
- 張崇基、張崇德 - 想你聽我唱
- 梅艷芳 - 情歸何處
- 曹永廉 - 情淡情濃
- 曹永廉 - 從今不變
- 梁漢文 - 不願一個人
- 梁漢文  - 綑著我，困著我
- 梁漢文 - 第三者
- 梁漢文 - 一世一次戀愛（鄭和合填）
- 梁漢文、李美林 - 想念你的一切
- 許志安 - 向全世界說愛妳
- 許志安 - Miss U Tonite
- 許志安 - 熱愛生命
- 許志安 - 祇要妳親口道別（陳啟泰合填）
- 許志安 - 做就做最好
- 許志安 - 愛我多一次
- 陳松齡 - 牽掛
- 陳雅倫 - 夢裡火燙
- 彭　羚 - 讓我跟你走
- 彭　羚 - 仍然是最愛你（《再見亦是老婆》主題曲）
- 楊采妮 - 但願你明白
- 楊采妮、巫啟賢 - 愛情來的時候
- 趙學而 - 我恨我是女人
- 劉小慧 - 怎會是沒有可能
- 劉小慧 - 口不對心
- 劉德華 - 順其自然
- 劉德華 - 換一個方式愛你
- 鄭伊健 - 廿世紀的戀人們
- 鄭伊健 - 用這歌說愛你
- 鄭伊健 - 一雙一對
- 鄭伊健 - 愛情盛放的季節
- 鄭秀文 - 失戀多一次
- 鄭秀文  - 飛
- 鄭秀文  - 被愛所困
- 鄭秀文  - 拉拉扯扯
- 鄭嘉穎 - 可否不講你要走
- 鄭嘉穎  - 光輝的天空
- 鄭嘉穎  - 忍者亂太郎
- 鄭嘉穎  - 夢想國
- 鄭嘉穎  - 愛你多一點
- 鄭嘉穎  - 只有想你才開心
- 黎明詩 - 我是真的掛念你
- 黎　姿 - 最美麗的心痛
- 黎瑞恩 - 真的愛我就別離開
- 黎瑞恩 - 超人小子

### 1995年（73首）
- 王馨平 - 問你問我
- 王馨平 - 我知道愛你可能會傷心
- 王馨平 - 情是最美
- 王馨平 - 着迷
- 古巨基 - 對你始終痴心一往
- 古巨基 - 每個日出
- 古巨基  - 不是偶然
- 伍婉琛 - 別想得太多
- 伍詠薇 - 不如笑笑算了吧（《金牙大狀（貳）》插曲）
- 伍詠薇 - 一天一天愛上你
- 伍詠薇 - 情到零時
- 伍詠薇 - 紅顏
- 江希文 - 離別不需找借口
- 吳倩蓮 - 我過得很快樂
- 巫啟賢 - 天地豪情
- 巫啟賢 - 從未變改（《一切從失蹤開始》主題曲）
- 巫啟賢 - 怎麼捨得離去
- 李蕙敏 - 藍色傘下等
- 李蕙敏  - 重演我與你
- 李蕙敏  - 牽掛你忘了哀傷
- 李蕙敏 - 我為我生存
- 金城武 - 仍然愛你不變
- 金城武- 給我心愛的人
- 金城武 - 伴你一生
- 孫耀威 - 難忘的妳
- 孫耀威 - 從來沒說愛妳
- 孫耀威 - 愛自那天遇上
- 馬浚偉 - 願望用一生愛你
- 張立基 - 重新開始
- 張玉珊 - 從情人變知己
- 張玉珊  - 教堂外的婚禮
- 曹永廉 - 糊塗情感
- 曹永廉 - 長夜動人燦爛
- 梁漢文 - 移情別戀
- 梁漢文 - 用痛悲磨練自己
- 梁漢文 - 濃烈愛感覺
- 梁漢文 - 不可以一分鐘別離
- 梁漢文 - 一切從任性開始
- 梁漢文 - 情深意亂
- 梁漢文 - 為明日爭氣
- 許志安 - Lonely Nite
- 許志安 - 世界不再乏味
- 許秋怡 - 沒有你世界依然美
- 郭晉安 - 愛你不等於佔有
- 郭晉安 - 熱戀真理
- 陳　奕 - 喜歡的是你（許少榮合填）
- 陳　奕 - 可能是戀愛（韋然合填）
- 陳　奕、莫華倫 - Save Your Love（許少榮、韋然合填）
- 陳慧嫻 - 我寂寞
- 彭　羚 - 祇能回憶的情人
- 彭　羚  - 誰為我等
- 彭　羚  - 情動
- 彭　羚 - 盼那天再步近
- 彭　羚  - 出色女子（《廉政英雌之火槍柔情》主題曲）
- 彭　羚 、巫啟賢 - 等你到白頭（《白髮魔女傳》主題曲）
- 彭　羚 、張信哲 - 註定相愛（《一切從失蹤開始》插曲）
- 曾國銘 - 不只問候
- 湯寶如 - 不尋常
- 楊采妮 - 只想
- 楊采妮 - 就算傷心也是愛
- 劉小慧 - 寂寞都有罪
- 劉小慧 - 你不變的冷傲
- 劉小慧 - 如我必須跟你在一起
- 劉德華 - 愛極濃
- 鄭秀文 - 折翼天使
- 鄭秀文  - 傷心之旅
- 鄭秀文 - 一見心醉
- 鄭秀文  - 到此為止
- 鄭嘉穎 - 誰（比你）更重要
- 羅敏莊 - 一生也在等（愛我的人）
- 羅敏莊  - 今天可能更性感
- 羅敏莊  - 一生也在等（我愛的人）
- 譚詠麟 - 忘不了 停不了 逃不掉

### 1996年（66首）
- 王馨平 - 愛非所愛
- 伍詠薇 - 我沒有哭過
- 伍詠薇 - 愛仍然精采（《天地男兒》插曲）
- 伍詠薇 - 想起一個人
- 巫　奇 - 永遠抱擁你
- 巫　奇 - 慢慢走出我生命
- 巫啟賢 - 風中有你
- 巫啟賢 - 我已經不寂寞
- 巫啟賢 - 走到明天
- 李中希 - 都曾深愛過
- 李克勤 - 一個人飛
- 李樂詩 - 只怕你不懂
- 李蕙敏 - 女人心事
- 李蕙敏 - 好想你
- 李蕙敏 - 別離開
- 李蕙敏 - 原諒我犯錯
- 周慧敏 - 情不必擁有
- 林子祥 - 我以你自豪
- 海俊傑 - 闔府統請（《闔府統請》主題曲）
- 海俊傑 - 自問自答
- 張信哲 - 我應該走
- 張信哲 - 愛與不愛之間
- 張信哲 - 風
- 張信哲 - 一生不捨棄
- 張信哲 - 沒有人知的故事
- 張信哲 - 背影
- 張信哲 - 如果你快樂
- 張信哲 - 該怎樣愛
- 張信哲 - 仍然心痛（與謝國維、劉祖德合填）
- 曹永廉 - 在妳轉身的那天
- 梁詠琪 - 愛自己
- 梁詠琪 - 旅程
- 許志安 - 一丁點
- 許志安 - 傲氣群英（《隋唐群英會》主題曲）
- 許志安、毛阿敏 - 愛是永遠不後悔
- 陳奕迅 - 當心中有戀愛感覺
- 陳奕迅、楊千嬅 - 其實我記得
- 陳　琪 - 忘掉心傷
- 陳曉東 - 請你想起我
- 彭　羚 - 隔世情（《聊齋》主題曲）
- 彭　羚 - 曙光
- 彭　羚 - 滿天星
- 楊千嬅 - 傷感真相
- 萬　芳 - 帶著夢飛翔
- 趙學而 - 輸給戀愛的女人
- 趙學而 - 愛得不足夠
- 趙學而 - 浪漫就是…
- 趙學而 - 怎麼說（與趙學而合填）（《O記實錄II》插曲）
- 趙學而 - 尋人
- 劉雅麗 - 最真
- 劉雅麗 - 願你高飛
- 劉雅麗 - 因你真正活過
- 蔣卓樂 - 冰點感覺
- 蔣卓樂 - 別說分開
- 蔣卓樂 - 請不必留低
- 蔣卓樂 - 最高紀錄（與許少榮合填）
- 鄭伊健 - 請你回來伴我
- 鄭秀文 - 最終還是剩低我
- 黎　姿 - 如果
- 黎　姿 - 不能沒愛戀
- 黎　姿- 有一天你會知
- 黎瑞恩 - 再不想錯過
- 黎瑞恩 - 相信自己
- 鍾漢良 - 偶然一次
- 鍾漢良 - 苦悶情調

### 1997年（44首）
- 朱潔儀 - 終於被愛
- 伍詠薇 - 意難平（《圓月彎刀》主題曲）
- 何偉圖 - 完全好奇
- 巫啟賢 - 英雄熱血
- 李克勤 - 瀟洒一派
- 李克勤 - 仍是一個人
- 李　玟 - 餘溫
- 李蕙敏 - 遲婚的女人
- 李蕙敏 - 伴你高飛
- 李蕙敏 - 主人
- 林子祥 - 蓋世男兒（與許少榮合填）（《男人四十打功夫》主題曲）
- 林志穎 - 我仍然是我
- 紀炎炎 - 考慮•面對
- 紀炎炎 - 擁抱
- 胡諾言 - 發洩
- 張智霖 - 曾經不知你好
- 張智霖 - 唯獨你是最真
- 張智霖 - 一生豪情一次
- 張智霖 - 寧願沒有愛情
- 張智霖 - 漂流記
- 張智霖 - 熱身
- 張智霖 - 分開還是深愛
- 張智霖 - 如果你失眠時
- 梁漢文 - 破綻
- 郭子言 - 空檔
- 許志安 - 祝你幸福
- 許志安 - 英雄貴姓（《英雄貴姓》主題曲）
- 曹永廉 - 感激一個人
- 陳慧琳 - 女人韻味
- 彭　羚 - 只因有着你
- 彭　羚 - 我有我天地
- 彭　羚 - 只因找到你
- 黃浩詩 - 她使我妒忌
- 黃浩詩  - 放心
- 黃浩詩  - 自然地走近
- 楊采妮 - 不想傷心多一次
- 楊采妮 - Love Don't Cry
- 楊采妮  - 最近我常失眠
- 楊采妮  - BONJOR MY LOVE
- 楊采妮  - 尋寶
- 劉德華 - 愛太難
- 鄭中基 - 另一種歡喜
- 鄭秀文 - 為何又是這樣錯
- 謝霆鋒 - 我錯了

### 1998年（21首）
- SISTERS - 理性與感性（與李敏合填）
- SISTERS - 討你歡心
- 何嘉莉 - 想清楚
- 李克勤 - 有日會行運（《林世榮》主題曲）
- 李蕙敏 - 依賴
- 李蕙敏 - 取暖
- 李蕙敏 - 只要信‧不要問
- 李蕙敏 - 化妝
- 李蕙敏 - 天外飛仙
- 李蕙敏 - 生命就是盼望
- 唐韋琪 - 相依的心（《無家可歸的孩子蕾米》主題曲）
- 畢國勇 - 戰勝每天（《流氓·律師》主題曲）
- 陳慧嫻 - 房客
- 彭　羚 - 我不知
- 葉蒨文 - 揚眉女子（《花木蘭》主題曲）
- 劉德華 - 風雲色變（與許少榮合填）（《乾隆大帝》主題曲）
- 鄭伊健 - 這刻天空翻了風
- 鄭秀文 - 記認
- 黎　明 - 每次星光閃爍
- 黎　明 - 無聊生活
- 譚詠麟 - 矛盾

### 1999年（10首）
- 唐韋琪 - 非一般格鬥（《超時空金牌小女將》主題曲）
- 恭碩良 - Here & Now
- 馬浚偉 - 愛我到下一個世紀
- 張智霖 - 生活習慣
- 許茹芸 - 戒煙
- 陳浩民 - 我不放棄（《反黑先鋒》插曲）
- 葉佩雯 - 相信愛
- 趙學而 - 談一場不後悔的戀愛
- 鄭中基 - 想愛你
- 鄭秀文 - 環遊世界

### 2000年（14首）
- B2 - 快速搜畫
- Maria Cordero、劉錫明、孫佳君 - 想當年（《快活谷》主題曲）
- 小　雪 - 說清楚
- 小　雪 - 一個夏季
- 小　雪 - 不停站
- 王　傑 - 享受孤獨
- 吳啟華 - 風起雲湧（《倚天屠龍記》主題曲）
- 吳啟華 - 下次再戀愛（《妙手仁心II》片尾曲）
- 李蕙敏 - 心跳回憶
- 唐韋琪 - 天才小魚郎（《天才小魚郎》主題曲）
- 張柏芝 - 告白
- 張家輝、關詠荷 - 愛沒太多理由（《金裝四大才子》片尾曲）
- 陳潔儀 - 鐘擺
- 薛家燕、張可頤、劉玉翠、蘇玉華、盧慶輝 - 歡迎新年到（與許少榮合填）

### 2001年（6首）
- 馬浚偉 - 想飛（《勇往直前》主題曲）
- 馬浚偉 - 讓我先走（《勇往直前》片尾曲）
- 馬浚偉 - 我的態度
- 張家輝 - 直至有你之後
- 鄭伊健 - 一個人戀愛
- 鍾兆康 - 我是勇者

### 2002年（4首）
- 唐韋琪 - 真的愛別忘記
- 陳啟泰 - 我漸明白你（《親子情未了》主題曲）
- 陳啟泰  - 永遠內疚（《親子情未了》插曲）
- 羅嘉良 - 愛突然不足夠（與林因合填）

### 2003年（1首）
- 張智霖 - 有緣更好（與張智霖、許少榮合填）

### 2005年（9首）
- 王祖藍 - Mr. Mi
- 吳　彤 - 百日春
- 李克勤 - 心計（《酒店風雲》主題曲）
- 李克勤 - 醫道（與李克勤合填）（《醫道》主題曲）
- 林文龍 - 世上無難事（《本草藥王》主題曲）
- 敖嘉年 - 忠肝義膽（《蓋世孖寶》主題曲國語版）
- 郭芯其 - 冰點（與伍仲衡合填）
- 陳文媛 - 調味人生（《情迷黑森林》主題曲）
- 楊思琦 - 星夢馬戲（《星夢美少女》主題曲）

### 2006年（9首）
- 方皓玟 - 前世
- 李克勤 - 先賭為快（《賭場風雲》主題曲）
- 李逸朗、蔣雅文 - 白眼
- 林保怡 - 風沙（《火舞黃沙》主題曲）
- 林保怡 - 風沙（國）
- 林　娜 - 孩子王（《紅孩兒》主題曲）
- 梁洛施、張致恆 - 說.再見
- 鄭少秋 - 身外物（《潮爆大狀》主題曲）
- 鄭少秋 - 龍情（《故宮帝皇秘傳》主題曲）

### 2007年（13首）
- 呂　珊 - 閃耀
- 呂　珊  - 星光背後
- 李克勤、小剛 - 歲月風雲（《歲月風雲》主題曲）
- 李宗翰、陳展鵬 - 簡單愛（《笨小孩》主題曲）
- 李宗翰、陳展鵬 - 慢三拍（《笨小孩》主題曲國語版）
- 林子祥 - 前世
- 林子祥  - 很多很多
- 林　峯 - 愛在記憶中找你（《歲月風雲》插曲）
- 林　峯 - 愛在記憶中找你（國）
- 洪卓立 - 躺一躺（與徐繼宗合填）
- 陳展鵬、小　雪 - 心有靈犀（《靈舍不同》主題曲）
- 陳　鳳 - 別說我笨（《笨小孩》插曲）
- 關菊英 - 講不出聲（《溏心風暴》主題曲）

### 2008年（22首）
- 王菀之 - 認命（《銀樓金粉》主題曲）
- 汪明荃 - 愛在天邊（《東山飄雨西關晴》主題曲）
- 林　峯 - 愛不疚（《溏心風暴之家好月圓》插曲）
- 唐文龍、李彩華 - 火蝴蝶（《火蝴蝶》主題曲）
- 馬浚偉、楊　怡 - 愛怎麼說（《碧血鹽梟》主題曲）
- 梁俊一 - 愛‧放開（《火蝴蝶》插曲）
- 陳　豪 - 我還在等什麼（《珠光寶氣》插曲）
- 蔡立兒 - 大女人（《師奶愛鬥大》主題曲）
- 鄭希怡、馬浚偉 - 豺狼與羊（《秀才愛上兵》主題曲）
- 鄭　融 - 天道（《幪面超人甲鬥王》主題曲）
- 薛家燕 - 笑一笑
- 薛家燕、家燕媽媽兒童合唱團 - 開心世界
- 鍾嘉欣 - 一人晚餐
- 鍾嘉欣 - 二人世界
- 鍾嘉欣 - 火柴天堂
- 鍾嘉欣- 過山車
- 鍾嘉欣 - 其實我不快樂
- 鍾嘉欣 - 浪漫無聲
- 鍾嘉欣 - 有沒有她
- 鍾嘉欣 - 你不懂我的心
- 鍾嘉欣- 我不快樂
- 關菊英 - 無心害你（《溏心風暴之家好月圓》主題曲）

### 2009年（26首）
- 王君馨 - 守護甜心！（《守護蛋精靈》主題曲）
- 狄易達 - 轟烈勇士（《轟轟戰隊》主題曲）
- 周海媚 - 傷愛一生（《蔡鍔與小鳳仙》主題曲）
- 林　峯 - 換個方式愛你
- 林　峯 - 換個方式愛你（國）
- 林　峯 - 如果時間來到
- 林　峯 - 值得流淚（《包青天》主題曲）
- 韋　雄 - 我也害怕孤單
- 韋　雄 - 根本你不懂得愛我
- 韋　雄、鍾嘉欣 - 戀愛令人心痛
- 馬浚偉、鍾嘉欣 - 老友狗狗（《老友狗狗》主題曲）
- 張崇基、張崇德 - Take It Easy
- 莫鎮賢 - 本能（與莫鎮賢合填）
- 莫鎮賢 - 不是有情人
- 莫鎮賢 - 惹禍
- 莫鎮賢 - 真假伴侶
- 黃子華 - 冇問題（《絕代商驕》主題曲）
- 鄭少秋 - 命運遊戲（《桌球天王》主題曲）
- 鄧芷茵 - 瘋愛
- 鄧健泓、周麗淇 - 相信童話（《桌球天王》插曲）
- 謝天華 - 細味（《五味人生》主題曲）
- 鍾嘉欣  - 日夜想你
- 鍾嘉欣  - 暗示
- 鍾嘉欣  - 聽說你愛我
- 鍾嘉欣  - 白羊座的情歌
- 關菊英 - 攻心計（《宮心計》主題曲）

### 2010年（26首）
- Super 4 - 不枉（《三國》主題曲）
- 何雁詩 - 撲火（《善德女王》主題曲）
- 呂　珊 - 感受愛
- 林師傑 - 衣不稱身（《依家有喜》插曲）
- 林　峯 - Hello
- 林　峯  - Come 2 Me
- 林　峯  - 我們很好（《摘星之旅》片尾曲）
- 林　峯  - 我們很好（國）
- 林　峯  - 定鏡
- 林　峯  - 所謂理想（《摘星之旅》主題曲）
- 林　峯  - 直到你不找我（《談情說案》主題曲）
- 林　峯  - 不想讓你失望
- 林　峯 、容祖兒 - 喜氣洋洋2010
- 林　峯 、蔡卓妍 - 一直都在
- 林　峯 、蔡卓妍  - 一直都在（國）
- 苗僑偉、謝天華 - 大丈夫係我（《老公萬歲》主題曲）
- 馬浚偉 - 心竅（《蒲松齡》主題曲）
- 許廷鏗 - 我的離開也是愛（《刑警》片尾曲，葉肇中合填）
- 楊千嬅、林　峯  - 初見
- 廖碧兒、群　星 - 依家有喜（《依家有喜》主題曲）
- 雷安娜 - 彩雲再現
- 鄭欣宜 - 有故事的人
- 鄭欣宜 - 夢飛行
- 關心妍 - 仇人
- 關心妍 - 情歌
- 關菊英 - 萬千寵愛（《公主嫁到》主題曲）

### 2011年（19首）
- 吳卓羲 - 團圓（《團圓》主題曲）
- 吳若希、許廷鏗 - 知己
- 吳若希、許廷鏗 - 知己（國）
- 馬浚偉 - 變天（《紫禁驚雷》主題曲）
- 馬德鐘 - 江山（《洪武三十二》主題曲）
- 張崇基、張崇德 - Beautiful Life
- 張智霖 - 究竟海有幾深（《魚躍在花見》主題曲）
- 許廷鏗 - 臨時演員
- 許廷鏗 - 逃犯
- 黃宗澤 - 盡快愛（《隔離七日情》主題曲）
- 楊千嬅 - 未完的歌
- 鄭欣宜 - 給我十秒
- 鄭欣宜  - 兄弟
- 鄭欣宜 - 愛沒如果
- 鄭欣宜 - 渺小（與李敏合填）
- 鄭欣宜 - 配角
- 鄭欣宜 - 忘記的理由
- 謝天華、徐子珊 - 我等你（《洪武三十二》片尾曲）
- 鍾嘉欣 - I'll Be Waiting For You

### 2012年（27首）
- 古巨基 - 追夢者（《造王者》主題曲）
- 江若琳 - 感動自己
- 江若琳  - 我們都傻
- 江若琳  - 天空之樹
- 江若琳  - 你給我力量（國）
- 吳若希 - 第一天失戀（與李敏合填）
- 吳若希 - 第一天失戀（國）
- 吳若希 - 我不會傷心
- 林　峯 - 等你回來（《回到三國》主題曲）
- 胡鴻鈞 - 真心喜歡你 所以流眼淚
- 胡鴻鈞 - 一生一心（《天梯》主題曲）
- 胡鴻鈞 - 雙飛（國）
- 梁漢文 - 在心中（《巴不得媽媽...》主題曲）
- 許廷鏗 - 不愛不恨
- 許廷鏗 - 遺棄
- 許廷鏗 - 最喜歡不是我
- 陳法拉 - 愛上鳥
- 陳法拉 - 一半
- 陳法拉 - 奮不顧身
- 陳法拉 - 缺陷美（《東西宮略》主題曲）
- 陳法拉 - 我用距離愛你
- 鄭欣宜 - 擁抱愛（《愛·回家 (第一輯)》主題曲）
- 鄭欣宜 - Miss You
- 鄭嘉穎 - 一擊即中（《拳王》主題曲）
- 鍾嘉欣 - 最幸福的事（《護花危情》主題曲）
- 鍾嘉欣  - 就算沒有明天
- 鍾嘉欣 - 你是我的一半（國）

### 2013年（14首）
- 方　文 - 情真．遊戲
- 吳若希 - 我懂了（與天旋合填）
- 吳若希- 未上心
- 吳若希 - 無所謂
- 吳若希 - 我明白
- 吳若希、胡鴻鈞 - 暗戀
- 呂　珊 - 真心
- 胡鴻鈞 - 鬥快（《貓屎媽媽》主題曲）
- 許廷鏗 - 青春頌（國）
- 樂　瞳 - 雨愛
- 樂　瞳 - 只怪是我不好
- 鄭欣宜 - 知錯
- 鄭欣宜  - 情傷
- 鄭欣宜  - 我不會後悔

### 2014年（11首）
- 吳若希 - 想起你（《守業者》片尾曲）
- 吳若希  - 愛我請留言（《愛我請留言》主題曲）
- 吳若希  - 越難越愛（《使徒行者》片尾曲）
- 吳若希  - 越難越愛（國）
- 林師傑 - 不再說謊（《愛·回家 (第一輯)》插曲）
- 胡鴻鈞 - 高攀（《載得有情人》主題曲）
- 胡鴻鈞、徐子珊 - 棋逢敵手（《點金勝手》片尾曲）
- 馬浚偉 - 天意（《守業者》主題曲）
- 鄭俊弘 - 我就是我
- 鍾嘉欣 - 大愛（《大藥坊》片尾曲）
- 關菊英 - 真實謊言（《名門暗戰》主題曲）

### 2015年（21首）
- 吳若希 - 美好的時光（《衝線》主題曲）
- 吳若希 - 眼淚的秘密（《武則天》片尾曲）
- 吳若希 - 我們都受傷（《實習天使》主題曲）
- 汪明荃 - 華麗轉身（《華麗轉身》主題曲）
- 汪明荃  - 銀河（《華麗轉身》片尾曲）
- 汪明荃  - 閃爍登場（《華麗轉身》插曲）
- 雨　僑 - 行為偽術
- 胡鴻鈞 - 相信明天（《刀下留人》主題曲）
- 倫永亮 Feat. 蓋鳴暉 - 天衣無縫（《水髮胭脂》主題曲）
- 張崇基、張崇德 - Party Time
- 張智霖、吳若希 - 當你懂得愛我
- 許廷鏗 - 絕口不提
- 許廷鏗 - 向幸福出發（與喬星合填）
- 許廷鏗 - 記住忘記我（《無心法師》主題曲）
- 馮允謙 - Natural High
- 潘敬祖 - 初衷
- 潘敬祖 - 屋簷下
- 鍾嘉欣 - 不顧一切（《武則天》插曲）
- 鍾嘉欣  - 一顆不變的心（《張保仔》插曲）
- 鍾嘉欣  - 我不夠好
- 簡淑兒 - 留一線

### 2016年（22首）
- 王浩信 - 不可告人（《致命復活》主題曲）
- 田蕊妮、胡定欣 - 得寵（《來自喵喵星的妳》主題曲）
- 何雁詩 - 愛情食物鏈（《愛情食物鏈》主題曲）
- 何雁詩  - 愛需要勇氣（《致命復活》片尾曲）
- 何雁詩  - 只想可以跟你走
- 何雁詩  - 最真心一對（《EU超時任務》主題曲）
- 吳若希 - 找個離開你的理由（《波士早晨》主題曲）
- 吳若希 - 完美的生活（《愛·回家之八時入席》主題曲）
- 吳若希 - 可以背負更多（《瑯琊榜》片尾曲）
- 吳若希 - 最後一次分手（《完美叛侶》主題曲）
- 吳若希 - 誘心人（《為食神探》主題曲）
- 吳若希- 愛（《愛情來的時候2》主題曲）
- 胡鴻鈞 - 天地不容（《殭》片尾曲）
- 胡鴻鈞  - 造王（《幕後玩家》主題曲）
- 韋綺姍、林子祥 - 沿途有你
- 許廷鏗 - 問天（《瑯琊榜》主題曲）
- 陳展鵬、胡定欣 - 從未知道你最好（《城寨英雄》片尾曲）
- 鄭俊弘 - 炮火
- 鄭俊弘 - 火線下（《火線下的江湖大佬》主題曲）
- 鍾嘉欣 - 我的愛情無疾而終
- 鍾嘉欣- 我記不起（《為食神探》片尾曲）
- 譚嘉荃 - 如水

### 2017年（28首）
- B.Gs - 聖誕要好玩
- HANA - 一輩子守候（《錦繡未央》主題曲）
- HANA  - 手中沙（《不懂撒嬌的女人》主題曲及片尾曲）
- HANA  - 久別重逢（《三生三世十里桃花》主題曲）
- HANA  - 忘記我自己（《使徒行者2》片尾曲）
- 王浩信 - 心眼（《踩過界》主題曲）
- 王浩信、HANA  - 欲言又止（《溏心風暴3》片尾曲）
- 古巨基 - 無心愛（《無心法師II》主題曲）
- 伍富橋 - 不只是朋友（《溏心風暴3》插曲）
- 何雁詩 - 太想討好你
- 何雁詩 - 很想愛下去
- 何雁詩 - 三人行
- 何雁詩 - 我不會撒嬌（《不懂撒嬌的女人》主題曲及片尾曲）
- 何雁詩 - 愛近在眼前（《踩過界》片尾曲）
- 吳若希 - 你在我心間（《那年花開月正圓》主題曲）
- 吳若希 - 別再記起（《誇世代》片尾曲）
- 周柏豪 - 天網（《使徒行者2》主題曲）
- 胡定欣 - 我有我美麗（《全職沒女》主題曲）
- 胡鴻鈞 - 到此一遊（《降魔的》主題曲）
- 胡鴻鈞 - 遙不可及（《降魔的》片尾曲）
- 陳展鵬 - 一觸即發（《同盟》主題曲）
- 鄭俊弘 - 風沙
- 鄭俊弘 - 迷（《迷》主題曲）
- 鄭俊弘 - 地盡頭（《與諜同謀》片尾曲）
- 鄭俊弘 - 你走的那個晚上（《心理追兇 Mind Hunter》片尾曲）
- 鄭俊弘 - 起跑線
- 鄭俊弘、何雁詩 - 真心真意（《我瞞結婚了》主題曲）
- 關菊英 - 我本無罪（《溏心風暴3》主題曲）

### 2018年（26首）
- HANA - 回到以前（《棟仁的時光》片尾曲，菊梓喬、謝素莊合填）[7]
- HANA - 飛蛾撲火（《宮心計2深宮計》片尾曲）
- HANA - 聽雪落淚（《烈火如歌》主題曲）
- HANA - 只想與你再一起（《再創世紀》片尾曲）
- HANA - 從未說起（《跳躍生命線》片尾曲）
- HANA - 別再怕（《兄弟》片尾曲）
- HANA - 相信愛情
- 王君馨 - 戀愛幼稚（《是咁的，法官閣下》片尾曲）
- 王浩信 - 非凡（《兄弟》主題曲）
- 吳岱融 - 風大浪大（曲、詞）
- 吳若希 - 無常春秋（《延禧攻略》主題曲）
- 吳若希  - 為何你要背叛我（《再創世紀》插曲）
- 谷　微 - 你是我的唯一
- 周柏豪 - 烏托邦（《再創世紀》主題曲）
- 胡定欣 - 無悔無愧（《宮心計2深宮計》主題曲）
- 胡鴻鈞 - 最難忘一天（《棟仁的時光》主題曲）
- 胡鴻鈞  - 為愛冒險（《救妻同學會》主題曲）
- 胡鴻鈞  - 太難開始（《救妻同學會》片尾曲）
- 馬浚偉、胡定欣 - 明月與海（《宮心計2深宮計》插曲）
- 張崇基、張崇德 - 黑色笑話
- 黃心穎 - 在心中（《愛·回家之開心速遞》主題曲）
- 楊千嬅 - 無雙（《三個女人一個「因」》主題曲）
- 鄭俊弘 - 逆天（《逆緣》主題曲）
- 戴祖儀 - 未開始的故事（《愛情沒有來的時候》主題曲）
- 謝文欣 - 其實我牽掛
- 譚嘉荃 - 插翼難飛

### 2019年（30首）
- HANA - 心有不甘（《皓鑭傳》主題曲）
- HANA - 鋼鐵有淚（《鐵探》片尾曲）
- HANA - 你就是天下（《倚天屠龍記》片尾曲）
- HANA - 沒有你開始（《白色強人》片尾曲）
- HANA - 逆光飛翔（《鳳弈》主題曲）
- 王浩信 - 愛不起（《解決師》片尾曲）
- 古家峯 - 幸運兒（《幸福一家人》主題曲）
- 古家峯、戴祖儀 - 你知不知道（《知否知否應是綠肥紅瘦》主題曲）
- 何雁詩 - 我會想念他（《牛下女高音》片尾曲）
- 吳若希 - 日月存亡（《如懿傳》主題曲）
- 吳若希 - 暗中愛我（《福爾摩師奶》主題曲）
- 吳若希 - 我記得（《鐵探》插曲）
- 吳若希 - 愛情無價（《街坊財爺》片尾曲）
- 吳若希 - 每段愛還是錯（《多功能老婆》插曲）
- 谷婭溦 - 我為我堅強（《獨孤皇后》主題曲）
- 周柏豪 - 讓愛高飛（《多功能老婆》片尾曲）
- 林穎彤 - 忽然又想起你
- 林穎彤  - 你永遠是最好
- 胡鴻鈞 - 抱擁情人（《婚姻合伙人》主題曲）
- 容祖兒 - 明月（《包青天再起風雲》片尾曲）
- 梁釗峰、陳健安 - 天知（《解決師》主題曲）
- 連詩雅 - 孤身走（《獨孤天下》主題曲）
- 陳松伶 - 有我便有你（《福爾摩師奶》插曲）
- 楊千嬅 - 嫁給愛情（《多功能老婆》主題曲）
- 鄭俊弘 - 鐵石心腸（《鐵探》主題曲）
- 鄭俊弘 - 選擇善良（《白色強人》主題曲）
- 戴祖儀- 天光前分手（《多功能老婆》插曲）
- 謝東閔 - 得失一笑中（《倚天屠龍記》主題曲）
- 譚嘉儀、林師傑、伍富橋 - 有你多好（《好日子》主題曲）
- 蘇煒喬 - 我不開心

### 2020年（29首）
- All For One - 點火
- HANA - 你喜歡說謊（《黃金有罪》片尾曲）
- HANA  - 我不是她（《法證先鋒IV》片尾曲）
- HANA - 如果你明白（《機場特警》片尾曲）
- HANA  - 我輸不起（《那些我愛過的人》片尾曲）
- HANA  - 說過放下（《錦繡南歌》主題曲）
- HANA  - 不能放手（《使徒行者3》片尾曲）
- HANA  - 沒完沒了
- 伍富橋 - 不知道妳的好
- 何雁詩 - 對手戲（《反黑路人甲》片尾曲）
- 吳若希 - 最遠的距離（《殺手》片尾曲）
- 林　峯 - 無人問我（《使徒行者3》主題曲）
- 林　峯、HANA  - 低谷天堂（《使徒行者3》插曲）
- 林穎彤 - 可不可以戀愛
- 林穎彤、伍富橋 - 迷魂陣
- 胡鴻鈞 - 十字路口（《降魔的2.0》主題曲）
- 胡鴻鈞  - 凡人不懂愛（《降魔的2.0》插曲）
- 側　田 - 圓謊（《法證先鋒IV》主題曲）
- 連詩雅 - 小謊言（《那些我愛過的人》主題曲）
- 連詩雅  - 愛情事（《香港愛情故事》主題曲）
- 鄭俊弘 - 快閃（《黃金有罪》主題曲）
- 鄭俊弘  - 不要流淚（《法證先鋒IV》插曲）
- 鄭俊弘  - 你是誰（《迷網》主題曲）
- 謝東閔 - 最冷的一天（《慶餘年》主題曲）
- 謝東閔、戴祖儀 - 夢飛翔（《那些我愛過的人》插曲）
- 謝東閔、戴祖儀 - 逆流直上（《香港愛情故事》插曲）
- 羅天宇、龔嘉欣 - 逆流直上（《香港愛情故事》插曲）
- 譚嘉儀 - 真心不變（《大醬園》主題曲）
- 譚嘉儀  - 原來有愛（《降魔的2.0》插曲）

### 2021年（24首）
- 《聲夢傳奇》學員 - 造夢時學會飛行（《聲夢傳奇》主題曲）
- HANA - 愛很美麗（《愛美麗狂想曲》主題曲）
- HANA - 秘密花園（《逆天奇案》插曲）
- HANA - 不相信別人（《刑偵日記》片尾曲）
- HANA、王浩信 - 蝴蝶效應（《刑偵日記》插曲）
- JW - 誰人在身邊（《燕雲台》主題曲）
- JW  - 我不想別離（《陀槍師姐2021》主題曲）
- 王浩信 - 天窗（《刑偵日記》主題曲）
- 吳若希 - 錯的一天（《伙記辦大事》片尾曲）
- 周柏豪 - 過關（《把關者們》主題曲）
- 胡鴻鈞 - 逆襲（《逆天奇案》主題曲）
- 連詩雅 - 太在意（《刑偵日記》插曲）
- 張崇基、張崇德 - 最後機會
- 鄭俊弘 - 對與錯（《伙記辦大事》主題曲）
- 鄭俊弘 - 門外的世界（《我家無難事》主題曲）
- 戴祖儀 - 敢愛敢恨（《陀槍師姐2021》插曲）
- 戴祖儀 - 別煩著我（《萌妃駕到》主題曲）
- 鍾嘉欣 - 好好珍惜自己（《星空下的仁醫》主題曲）
- 羅天宇 - 從頭開始（《我家無難事》主題曲）
- 譚俊彥 - 只因深愛你（《換命真相》插曲）
- 譚嘉儀 - 天使（《寶寶大過天》主題曲）
- 譚嘉儀 - 不可能發生（《智能愛人》主題曲）
- 譚嘉儀 - 你我她（《七公主》主題曲）
- 谷婭溦 - 我要和你在一起（《愛上我的衰神》插曲）

### 2022年（6首）
- HANA - 天荒不老（《鐵拳英雄》片尾曲）
- HANA - 不悔的決心（《超能使者》片尾曲
- 炎明熹 - 好想約你（與霍嘉樂合填）
- 馬浚偉 - 我信
- 陳展鵬 - 同路（《鐵拳英雄》主題曲）
- 鍾雨璇O3、All For One - My Fellow

### 2023年（3首）
- All For One - 宇宙若然沒有你
- 李克勤 - 轉捩點（《法言人》主題曲）
- 谷婭溦、陳展鵬 - 暗房（《隱門》主題曲）

### 2024年（3首）
- 炎明熹 - 最動人一次
- 姚焯菲 - 這個家（《愛·回家之開心速遞》主題曲，張家誠合填）
- 群　星 - 無界（張家誠合填）

## 外部連結
- 張美賢的微博　新浪微博 （页面存档备份，存于）